# 白鹿亭綺譚
『白鹿亭綺譚』（はくしかていきたん　原題：Tales From The White Hart）は、SF作家アーサー・C・クラークの書いた短編集である。ロンドンの裏通りにある酒場「白鹿亭」の常連たちが、お互いに披露しあうホラ話や与太話をまとめたものである。

## 概要
1957年にバランタイン・ブックスから刊行された。
2007年は刊行50周年を記念してPSパブリッシングから再刊された。ハードカバー500部限定版にはナンバリングとクラークのサインが入っている。50周年版にはスティーヴン・バクスターによる序文、クラークとバクスターの新作の共作短編「Time, Gentlemen, Please」が追加収録されている。

## 白鹿亭
作中では、シティ・オブ・ロンドンのフリート・ストリートからヴィクトリア・エンバンクメントに通じている名もない裏通りの一つを歩いていくと白鹿亭の前に出ると書かれている。また、近隣の新聞社の輪転機の振動のため揺れることがある、男性用トイレの窓から首をのばすとテムズ川がちらっと見えるとも書かれている。
1階は（英国のパブではよくある構造だが）、パブリック・バー（労働者階級用）とサルーン・バー（中流階級以上）とに分けられている。
常連客は大きく3種類に分類され、1つめのグループは新聞記者、作家、編集者など。2つめのグループは科学者、作家である科学者や、科学者である作家たち。3つめのグループは「好奇心旺盛なお素人衆」。

## 収録されている話
はじめに
著者自身が、1956年10月にアメリカのニューヨークで書いたもの。この本に入れられた物語は、1953年から1956年にかけて地球上のさまざまな場所で書いたことなどが述べられている。
みなさんお静かに（Silence Please）
音を消す装置を作った男がいた。音波を重ね合えば、山と谷の部分が打ち消しあって無音になる理屈である。この男の友人Ａが、自分を振った女に仕返しするため、彼女の出演する舞台にこの装置を持ち込んだ。効果は絶大で彼女の声は聞こえず、観客は自分の耳がおかしくなったかと思った。ホールから誰もいなくなってから、Ａがスイッチを切ろうとしたら、装置が爆発した。無音になったわけは、装置が音のエネルギーをどんどん吸収していたのだ。
ビッグ・ゲーム・ハント（Big Game Hunt）
無脊椎動物の神経を、電気信号でコントロールする方法を発見した男がいた。男は大西洋の沖合で、巨大イカを制御するようすを撮影し、金儲けしようとした。船の二倍も大きい巨大イカは、男の思いどおりに動かされていたが、装置のヒューズが切れてしまった。予備のヒューズを持っていなかった男は・・。
特許出願中（Patent Pending）
ある教授が電子工学を応用して、思考と感覚を記録する機械を作った。その助手が、この機械を使った金儲けの方法を思いつき、研究室から持ち出して小型に改造した。助手は、食通で有名な男の頭に機械を接続し、とびきりの食事をごちそうしてその感覚を記録した。
軍拡競争（Armaments Race）
映画の小道具を作っている男がいた。始めは小型光線銃などだったが、だんだんと強力な兵器を作っていった。リアルさを追求するうちに、まぐれで本物の兵器を作ってしまった。それと知らずに試射したところ、スタジオを簡単に破壊したので、男は証拠を隠すために・・。
臨界量（Critical Mass）
原子力研究所の近くでは、鉛の箱などを積んだトラックがよく通る。ある日、木箱を積んだ一台のトラックがブレーキ故障のため、溝にはまり横倒しになった。木箱も落ちて壊れ、運転手は一目散に逃げ出した。遠巻きの野次馬たちが双眼鏡で見ると、木箱の周りには黒いもやが立ちこめていた。毒ガスだと思った野次馬も逃げ出した。
究極の旋律（The Ultimate Melody）
特定のリズムが、特定の個人に強い印象を与えるのは、その人の脳波に同調するからだ、という理論を立てた男がいた。男はランダムにリズムを作り出す機械を作った。好みのリズムを見つけた男が、その部分を何百回も聴いているうちに・・・。
反戦主義者（The Pacifist）
アメリカ軍が大型の人工頭脳「カール」の建造を始めた。現場で指揮を執っていた博士は、ある将軍から工期が遅れているとかの非難を受けっぱなしだった。頭にきた博士は、カールに秘密回路を組み込んだ。完成式典のとき、カールは与えられた数学の計算は見事にこなした。だが戦術的や戦略的な、軍事に関する回答を求める計算には答えを出さず、代わりにこう答えた。「将軍は、威張りちらすだけの能無しだ」。
隣りの人は何する人ぞ（The Next Tenants）
太平洋の小島を調査していた男が、１人の日本人を出会った。話を聞けば、ここで白アリの研究をしているという。アリにマイクロマニピュレーターで試作した超小型の「そり」を与えたら、それと同じものをアリが作ったともいう。日本人は次には、アリに「火」を与えることを計画していた。
とかく呑んべは（Moving Spirit）
ある男が密造酒を造っていたところ、その建物が爆発した。裁判に呼び出された男は、友人に助けを求めた。裁判の日、友人は「お国のために、戦争にも使える浸透圧爆弾を作っていた」との説明を始めた。
海を掘った男（The Man Who Ploughed the Sea）
男の友人は、自作した小型潜水艇を持っていた。ある日航海にでかけた２人は、スクリューを持たない奇妙な船を見つけた。船の所有者は科学者で、ジェット推進装置を発明したと話した。おまけに、装置に水を通過させるあいだに、ウラニウムを採取することもできるというのだ。
尻ごみする蘭（The Reluctant Orchid）
小柄な男は、大柄で気の強い伯母が目障りだった。彼は肉食性の蘭を手に入れて、温室で大きく育てあげた。その蘭は生肉をツルで掴むようになり、世話をするのも危険になってきた。ある日、男は伯母を温室に招待し、蘭を見せることにした。
冷戦（Cold War）
暖かいフロリダ海岸に、氷山を出現させようという計画があった。潜水艦に巨大な製氷装置を付けて、氷を作ろうというものである。製氷作業中の潜水艦の近くに、アメリカ軍の実験用ミサイルが着水した。それをソ連の潜水艦が奪おうとする。氷まみれの潜水艦が、ロシア語で呼びかけた。
登ったものは（What Goes Up）
新型原子炉の実験が行われた。しかし、何ごとも起こらないように見えたので、ジープで調べに向かったところ見えない壁にぶつかった。この壁は重力障壁だった。原子炉の中心から半径20フィート離れただけなのに、地表から４千マイルも登るほどの重力ポテンシャルがあったのだ。
眠れる美女（Sleeping Beauty）
いびきがすごいので、妻から離婚すると言われた男がいた。男が科学者である伯父に相談したら、伯父は「眠らない薬」（眠りたくない薬？）を作ってくれた。おかげでいびきをかくことは無くなったが、代わりに時間を持て余すようになり外で遊ぶようになった。一晩中、外出されるよりも、いびきをかいても家にいるほうがいいと妻は思った。男は伯父に「眠れる薬」を作ってもらったのだが・・。
アーミントルード・インチの窓外放擲（The Defenestration of Ermintrude Inch）
おしゃべりな妻に閉口した男が、会話の回数をカウントする器械を作った。はじめは圧倒的に妻の回数が多かった。安心した男は、器械に鍵をかけて外出した。帰宅すると男の回数のほうが多くなっていた。器械には手を触れることはできないはずなのに・・。
（※番外編）光あれ（Let There Be Light）
※この本に収録されてはいないが、クラークの短編集『10の世界の物語』の中に「白鹿亭」で語られた話として収録されている。
妻の不貞に閉口している男がいた。彼は天体観測が趣味だったので、光の理論には詳しかった。大きな反射鏡で光を収束し、車を運転中の妻の眼にあてれば、目くらましになって事故を起こすと考えた男は、機材を作り始めた。

## 書誌情報
- 『白鹿亭綺譚』 平井イサク訳、ハヤカワ文庫SF SF404、1980年8月、ISBN 978-4150104047